# أبو خلف الأعمى
أبو خلف الأعمى البصري، قيل اسمه حازم بن عطاء، وهو خادم أنس بن مالك، وقيل أنه مروان الأصفر، سكن البصرة والموصل، ورأى عثمان بن عفان، وتوفي في الموصل.

## روايته للحديث النبوي
- روى عن: أنس بن مالك.
- روى عنه: سابق الرَّقِّيّ المعروف بالبربري، ومعان بن رفاعة السلامي، ويمان بن رفاعة، وأبو عَبْد اللَّه البكاء.[1]
- الجرح والتعديل: قال أبو حاتم الرازي: «منكر الحديث، ليس بالقوي»،[1] وقال يحيى بن معين في الأعمى الراوي عن أنس: «كذّاب»، روى له ابن ماجة حديثًا عن أنس.[2]